# Bruce Liu
Pour les articles homonymes, voir Liu.
Cet article possède des paronymes, voir Bruce Lee et Bruce Li.
 (novembre 2023).
Si vous disposez d'ouvrages ou d'articles de référence ou si vous connaissez des sites web de qualité traitant du thème abordé ici, merci de compléter l'article en donnant les références utiles à sa vérifiabilité et en les liant à la section « Notes et références ».
Bruce Liu (chinois simplifié : 刘晓禹 ; chinois traditionnel : 劉曉禹 ;  pinyin : Lia Xi'oy), né le 8 mai 1997 à Paris, est un pianiste canadien. Élevé à Montréal, il commence à jouer du piano à l'âge de huit ans. En 2021, il connait la célébrité après avoir remporté le XVIIIe Concours international de piano Frédéric-Chopin.

## Biographie

### Enfance et études
Xiaoyu Liu est né le 8 mai 1997 à Paris de parents chinois originaires de Pékin. À l'âge de six ans, il déménage à Montréal avec son père. Il commence d'abord l'étude du piano sur un clavier électrique puis sur un piano droit. Il est diplômé du Conservatoire de musique de Montréal dans la classe de piano de Richard Raymond. Il étudie ensuite avec Đặng Thái Sơn à l'Université de Montréal. 

### Début de carrière
À l'âge de quinze ans, Liu se produit avec l'Orchestre de Cleveland et Jahja Ling au Severance Hall. Au cours des années suivantes, il a également collaboré avec de nombreux ensembles de premier plan tels que l'Orchestre philharmonique d'Israël et l'Orchestre Symphonique de Montréal. Il a également effectué des tournées en Amérique du Nord avec l'orchestre du Centre national chinois pour les arts du spectacle et en Chine, à deux reprises, avec l'Orchestre symphonique national d'Ukraine puis avec la Philharmonie nationale de Lviv.
En 2012, Liu remporte le Grand Prix du Concours Standard Life de l'Orchestre Symphonique de Montréal. Récipiendaire du Prix d'Europe 2015, il a obtenu des prix importants au Concours international Thomas & Evon Cooper en 2012 et au Concours international de musique de Sendai en 2016.  Il a également été finaliste du Concours musical international de Montréal et du Concours international de piano Arthur-Rubinstein à Tel Aviv.

### Concours Chopin et consécration

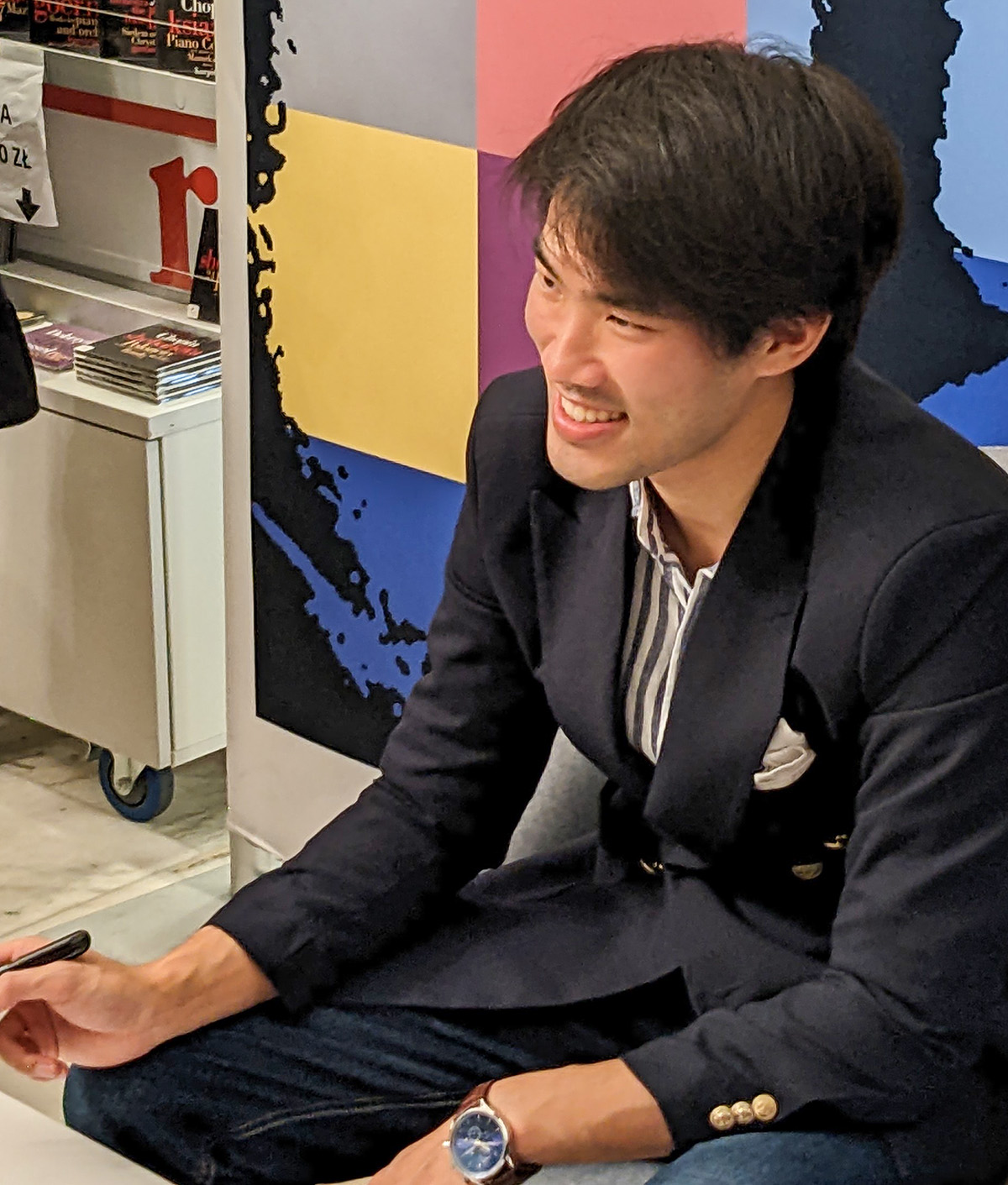
Liu au Festival Chopin et son Europe en 2022

En 2021, Liu reçoit le premier prix du XVIIIe Concours international de piano Frédéric-Chopin. Il obtient les notes les plus élevées lors des trois premières épreuves, et est le seul concurrent à être choisi à l'unanimité par le jury lors de chaque tour. Il est également le grand favori du public et reçoit une ovation prolongée pour son interprétation finale du concerto no 1 avec l'Orchestre philharmonique de Varsovie sous la direction d'Andreï Boreïko.
Peu après son succès à Varsovie, Liu entame une tournée mondiale au cours de laquelle il se produit avec l'Orchestre symphonique de la NHK, l'Orchestre philharmonique de Séoul, l'Orchestre symphonique national de la radio polonaise, l'Orchestre philharmonique du Luxembourg et l'Orquestra Sinfônica Brasileira. En récital, il se produit au Théâtre des Champs-Élysées à Paris, au Konzerthaus de Vienne, à BOZAR à Bruxelles, à la Philharmonie Luxembourg, au Tokyo Opera City, à la Sala São Paulo et à l'Orpheum de Vancouver. Remplaçant Nobuyuki Tsujii, il fait ses débuts à Londres en interprétant le concerto pour piano no 2 de Tchaïkovski avec l'Orchestre Philharmonia au Royal Festival Hall. Il retourne également à la Philharmonie nationale de Varsovie pour l'anniversaire de Frédéric Chopin pour deux récitals à guichets fermés, dédiés aux victimes de l'invasion de l'Ukraine par la Russie.
À l'occasion du Piano Day de 2022, Liu signe un contrat d'exclusivité avec Deutsche Grammophon qui a déjà publié un album reprenant ses interprétations du Concours international de piano Chopin. L'album est acclamé par la critique et reçoit les éloges de publications telles que le magazine Gramophone qui l'inclut dans sa liste des meilleurs albums classiques de 2021.
En novembre 2022, Liu enregistre Waves (en français « Ondes » ou « Vagues »), un album composé de pièces de Rameau, Ravel et Alkan. Le disque sort un an plus tard.

## Critiques
En avril 2024, Bruce Liu se produit avec l'Orchestre Philharmonia, dirigé par Santtu-Matias Rouvali, pour interpréter le concerto no 2 de Rachmaninov et la symphonie no 10 de Chostakovitch. ResMusica qualifie d'« éblouissant » le jeu du pianiste, alors même qu'il ne tarit pas de critiques négatives sur la direction de Rouvali.

## Discographie
- Bruce Liu – Winner of the International Fryderyk Chopin Piano Competition 2021, publié par Deutsche Grammophon, le 19 novembre 2021.
- Chopin: Piano Concerto in E minor, Sonata in B flat minor, Ballade in F major, Rondo à la Mazur, publié par le Fryderyk Chopin Institute, le 20 janvier 2022.
- Waves: Music by Rameau · Ravel · Alkan publié par Deutsche Grammophon, le 3 novembre 2023.

## Prix remportés
- 2010 Concours de Musique Classique Pierre-de-Saurel - Premier prix
- 2012 : Thomas & Evon Cooper International Competition – Deuxième prix
- 2012 : Concours OSM – Grand Prix
- 2015 : Prix d'Europe – Lauréat
- 2016 : Sendai International Music Competition – Quatrième prix et Prix du public
- 2021 : Concours international de piano Frédéric-Chopin – Premier Prix